# Stallmästaregården

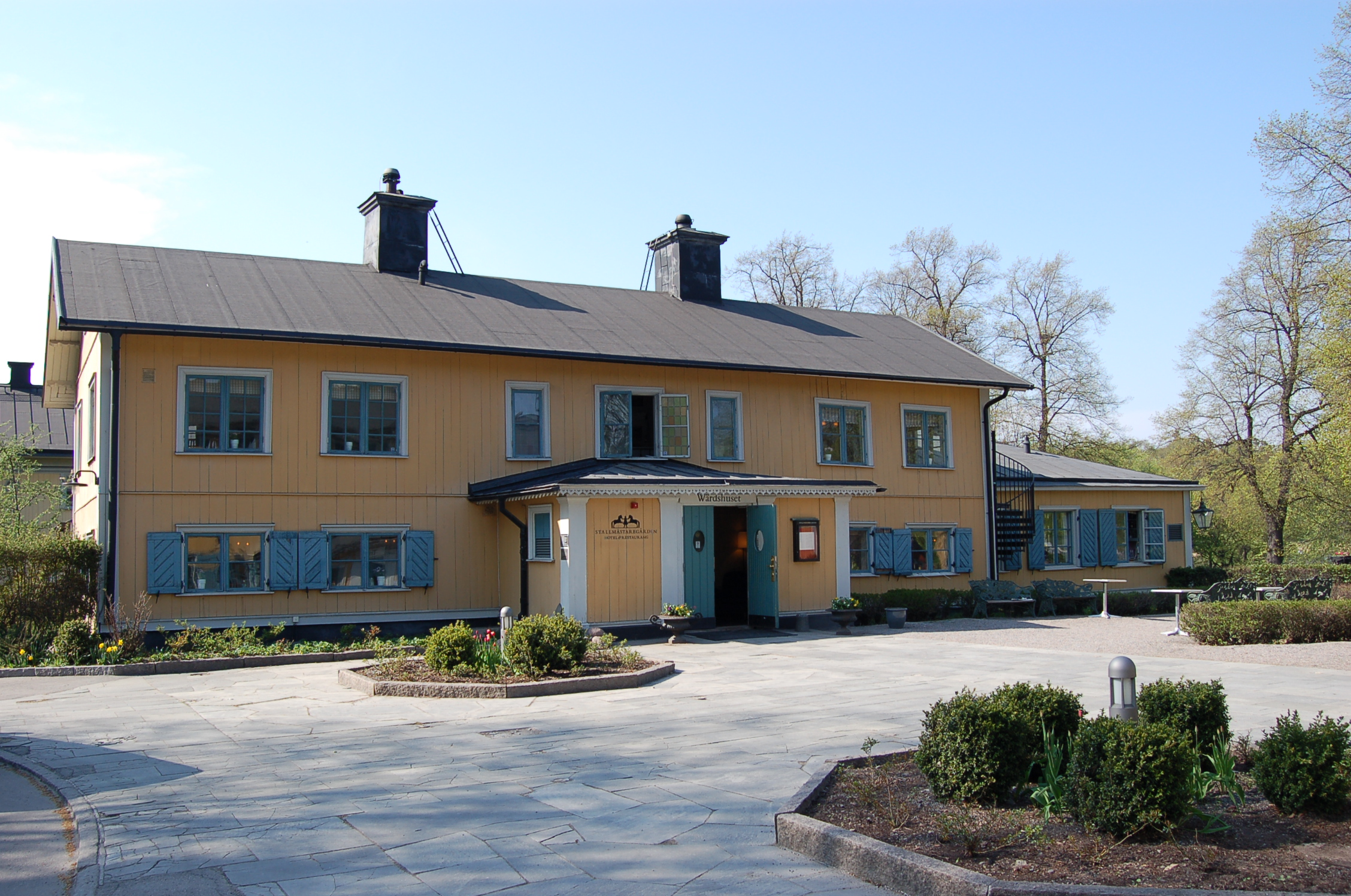
Stallmästaregården 2006.

Stallmästaregården är en byggnad i Hagaparken i Solna kommun. Den ligger intill Brunnsvikens strand, alldeles norr om kommungränsen mot Stockholm, vid Norrtull. Själva gården har anor tillbaka till 1600-talet, då det första huset här byggdes av stallmästaren vid Karlbergs herresäte, Ebbe Håkansson. Denna byggnad, den så kallade Gamla Byggningen, revs omkring 1700 och ersattes av den Nya Byggningen mot väster, detta är idag värdshusets huvudbyggnad.

## Historik

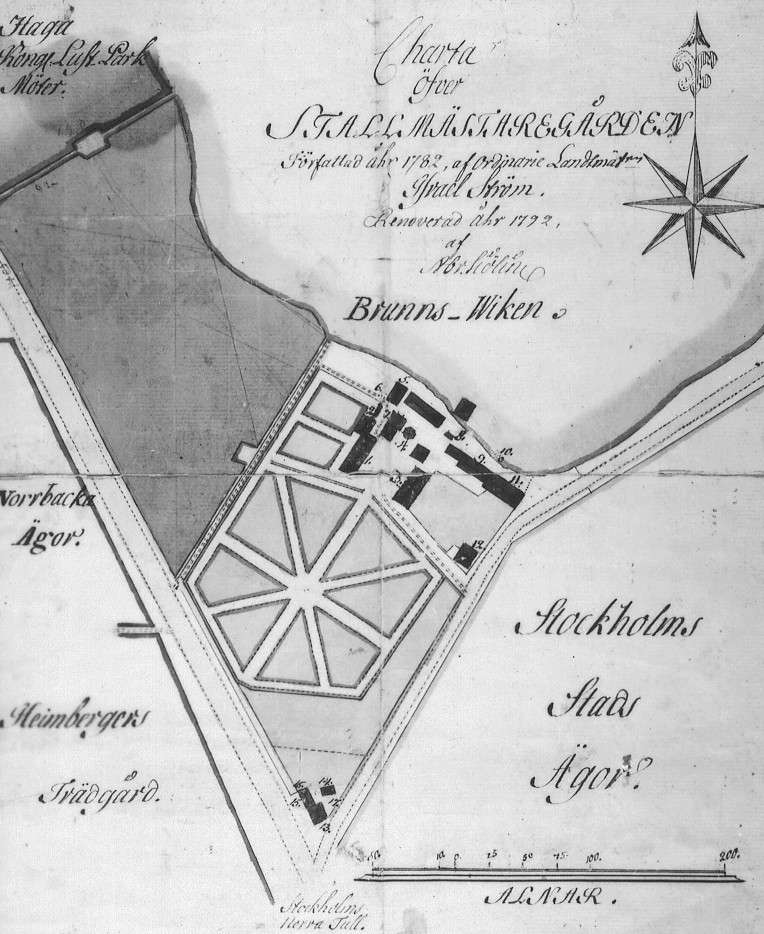
Stallmästaregården 1792.

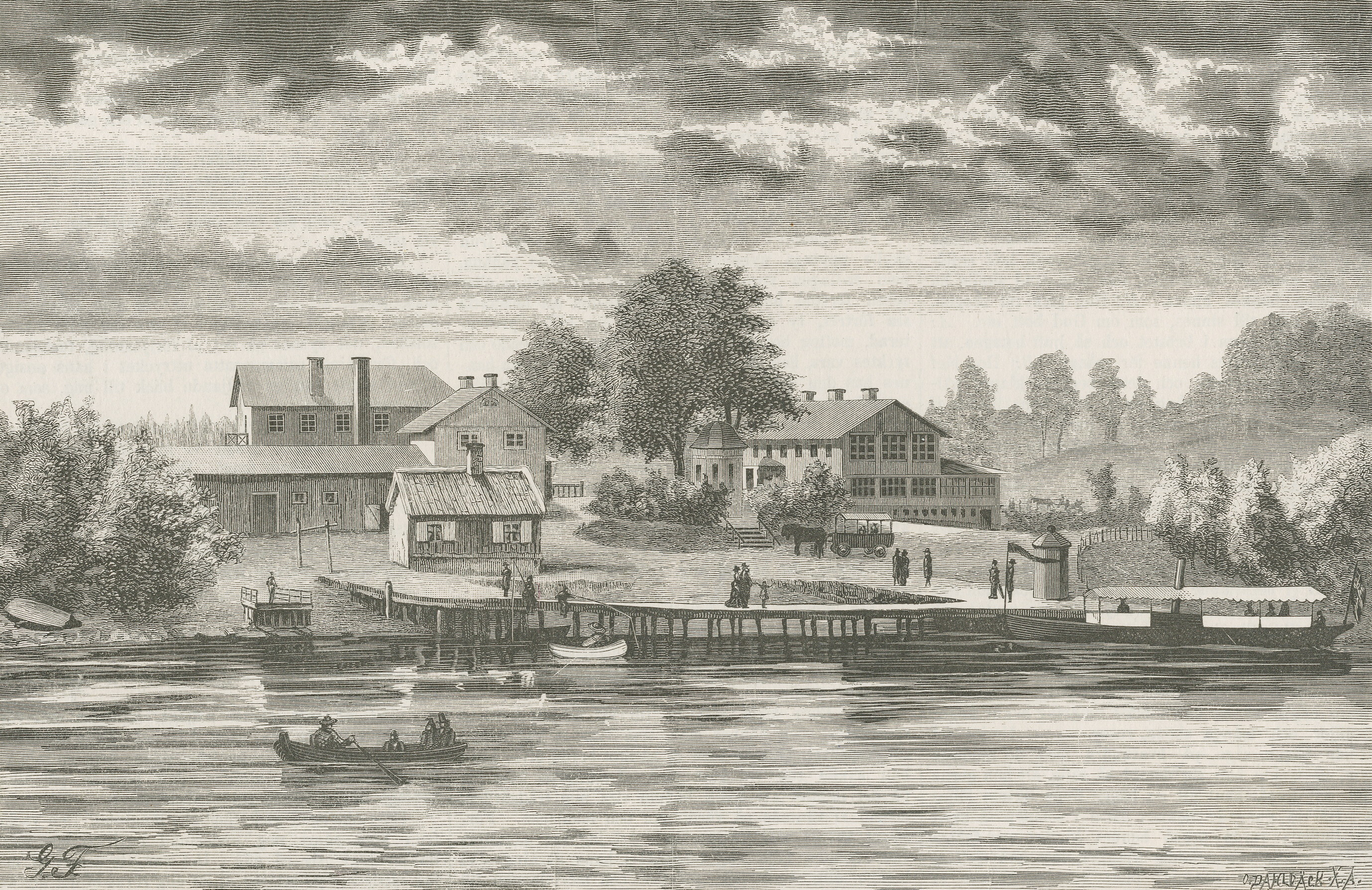
Stallmästaregården, vy från Brunnsviken. Kopparstick av Gunnar Forssell, 1879.

Stallmästaregården är stockholmstraktens äldsta kvarvarande utvärdshus med samma funktion sedan 1600-talets mitt. Drottning Kristina brukade ofta rida och jaga i trakterna kring Brunnsviken och när hon år 1645 passerade stallmästare Håkanssons gård med sitt följe, beslöt hon sig att fira midsommar där. Ryktet om detta spred sig i staden och stallmästaren Ebbe Håkansson beslöt sig därefter att öppna ett värdshus.

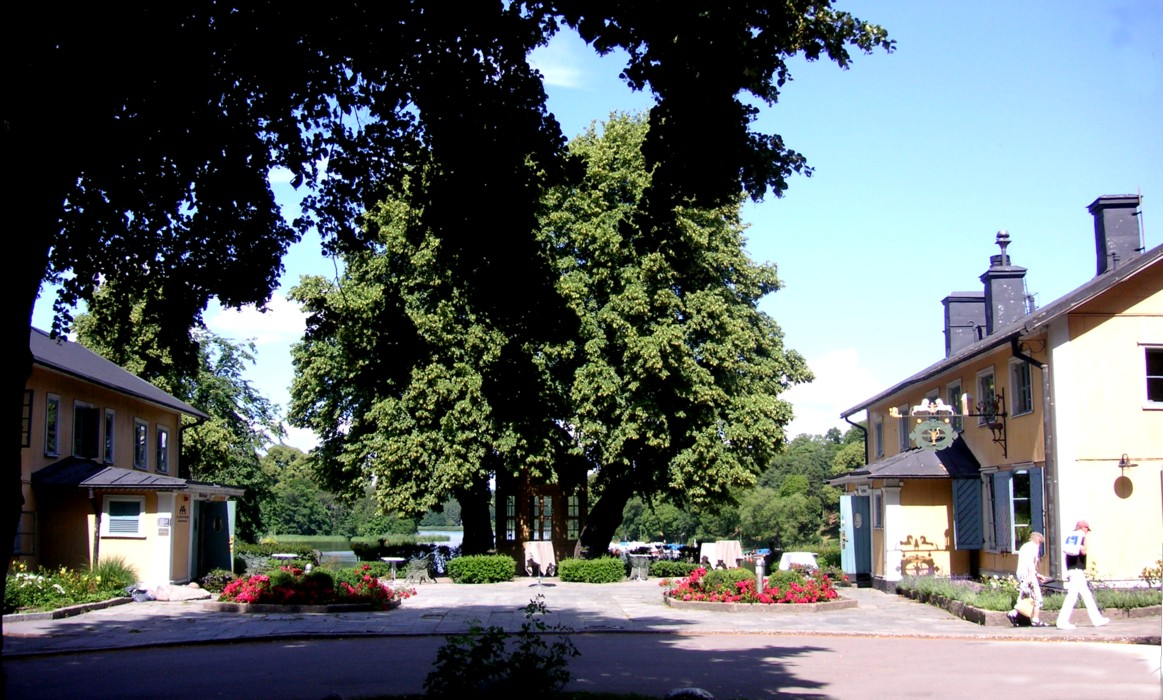
Stallmästaregården mot Brunnsviken 2007.

I fjorton år drev Håkansson sitt värdshus och efter hans död förvandlades värdshuset till en mer traditionell krog med utskänkning av öl och brännvin. År 1672 flyttades tullen till knutpunkten mellan Norrtullsgatan, Uppsalavägen och den starkt trafikerade vintervägen över Brunnsvikens is, detta förbättrade affärerna på ett högst betydande sätt. 
Gården har bevarat sin typiska 1700-talskaraktär trots många förändringar. Invändigt finns de ursprungliga tak- och väggmålningarna kvar från byggnadstiden kring 1735. På Lucas Boogers (falkenerare vid Fredrik I:s hov och boende på falkenerarbostället) initiativ tillkom då den östra byggnaden, kallad Tingshuset, värdshuset höjdes med en våning och parterren ner mot Brunnsviken anlades. Booger lät även flytta hit det lilla åttkantiga 1600-talslusthuset och plantera fyra lindar, varav två finns kvar än idag, arrangemanget har kallats Drottning Kristinas lövsal. År 1754 lät han också sätta in den första annonsen för värdshuset i Stockholms Posttidningar.
[[File:Stockholm,_Restaurant_StallmÅr 1840 övertogs rörelsen av Pierre Bichard, en gång kock åt kung Karl XIV Johan och krögare på Hasselbacken. De enormt populära hästkapplöpningarna under vintertid på Brunnsviken inleddes också under denna tid. 1884-1906 höll Södra Roslags domsaga ting i en 1815 tillbyggd festsal på den östra byggnaden fram till man fick eget hus vid Hagaparken.
Den västra byggnaden utökades på 1920-talet då en envånings matsal, den så kallade Hagapaviljongen, uppfördes mot Brunnsviken enligt Carl Åkerblads ritningar.

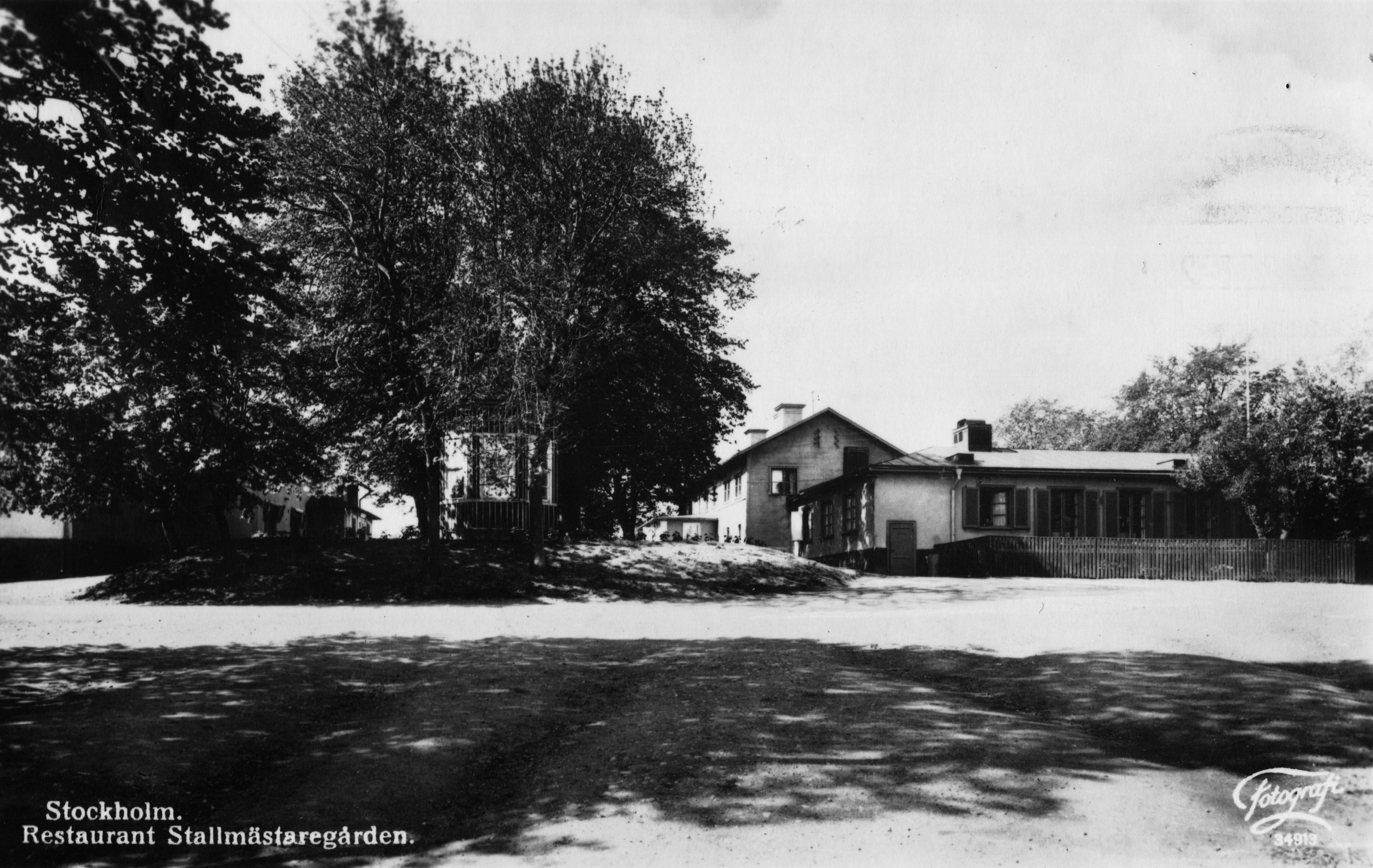
Stallmästaregården, 1938.

Åren 1882–1893 hade Stallmästaregården en egen järnvägshållplats med detta namn.  Den var belägen mellan stationerna Norrtull och Albano på SJ-linjen Karlberg–Värtan.

## Stallmästaregården idag
År 1950 övertog Tore Wretman Stallmästaregården och 1988 tog Alessandro Catenacci över. Idag är Stallmästaregården restaurang med hotellrörelse. År 2000 invigdes den nybyggda hotelldelen med 49 rum.

## Bildgalleri

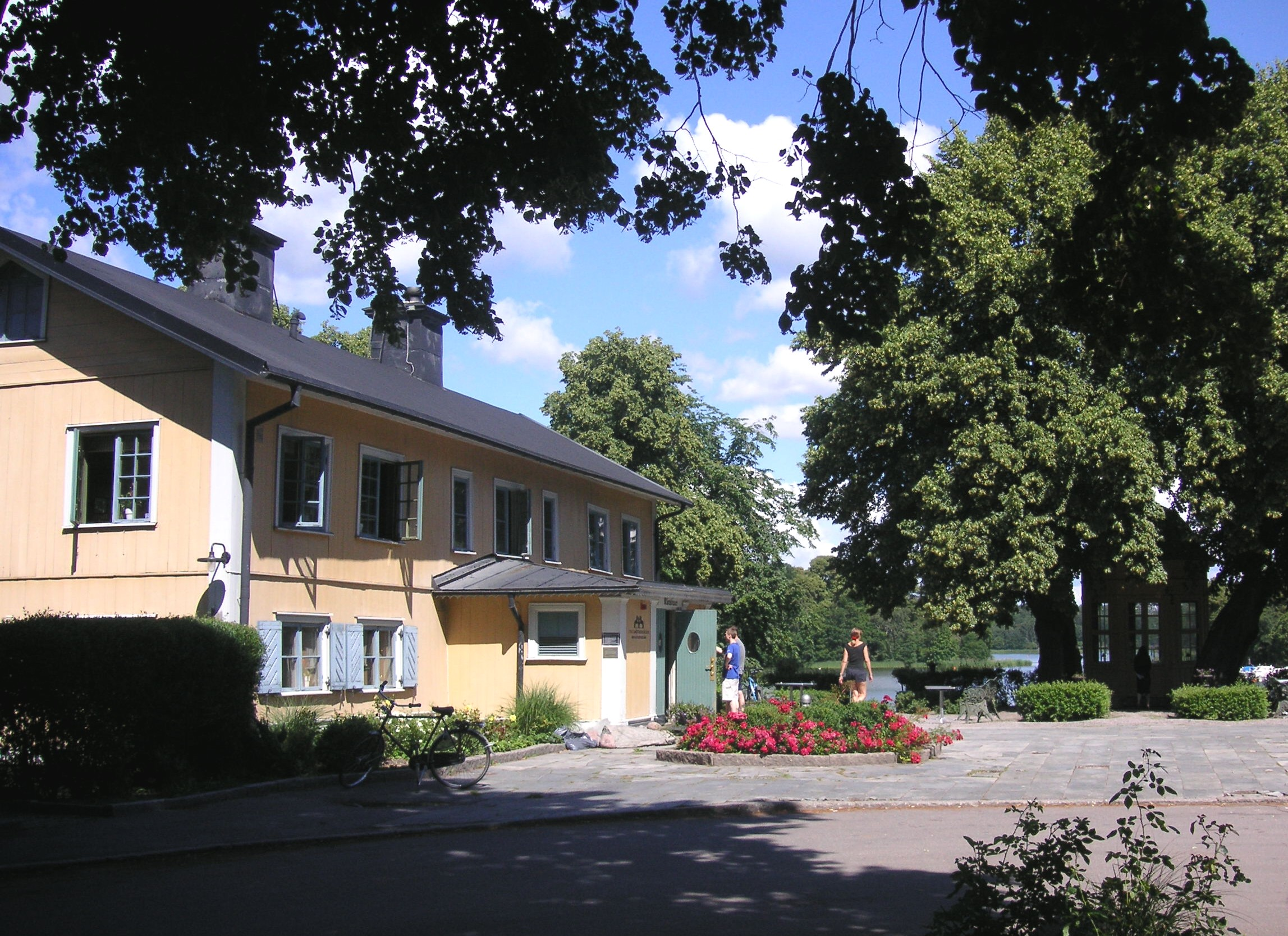
Stallmästaregården 2007.
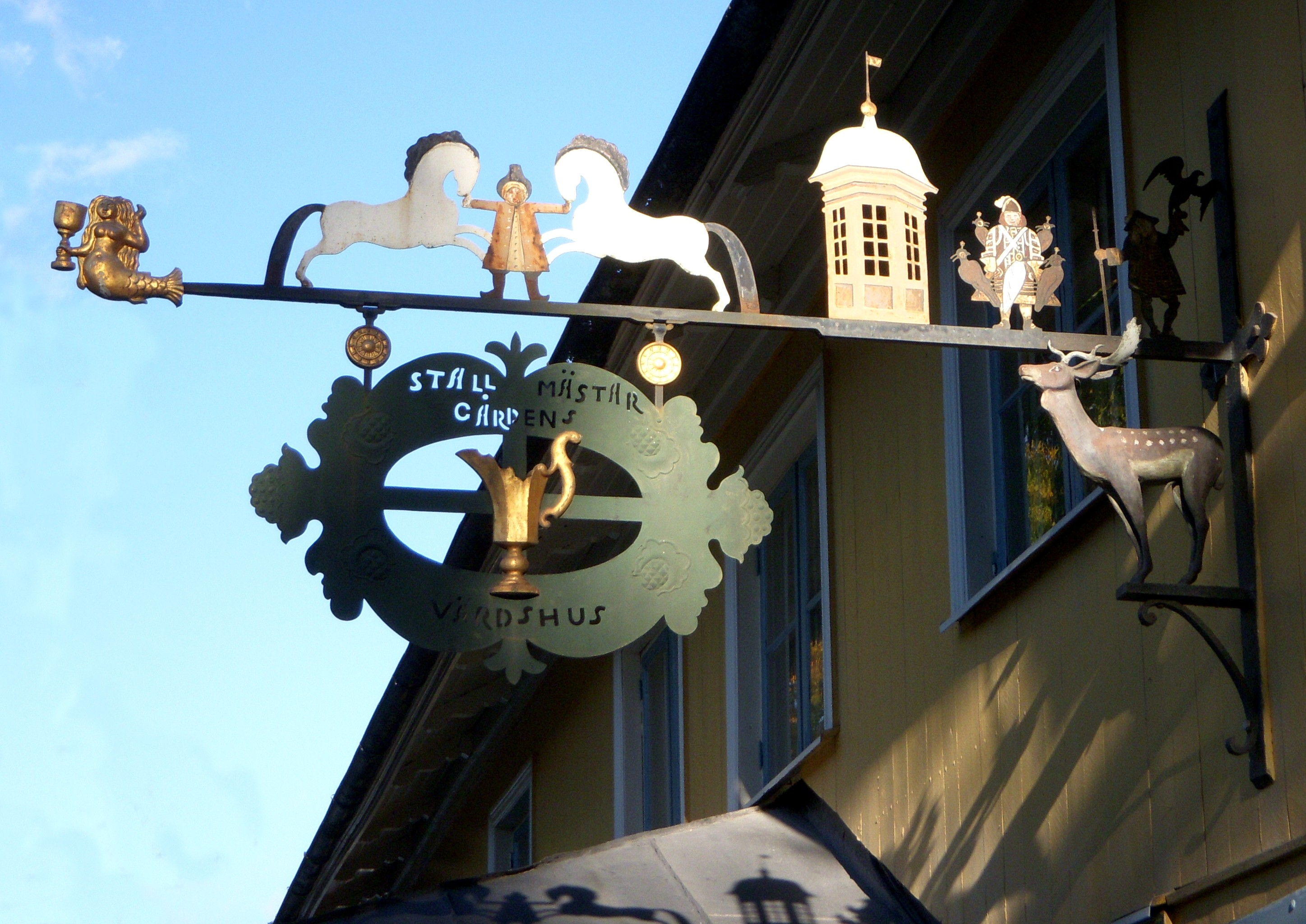
Värdshusets flaggskylt.
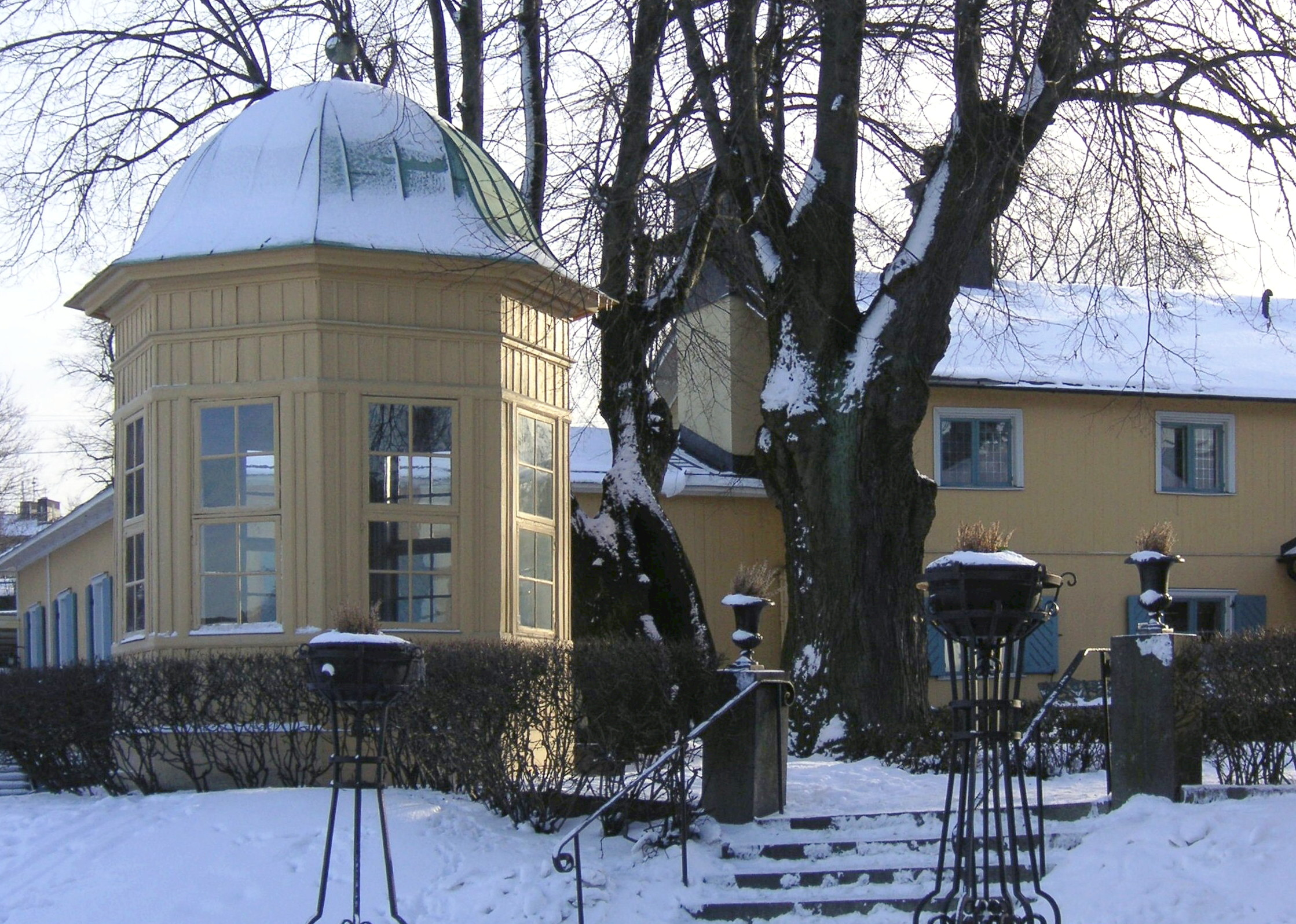
"Drottning Kristinas lövsal" 2006.
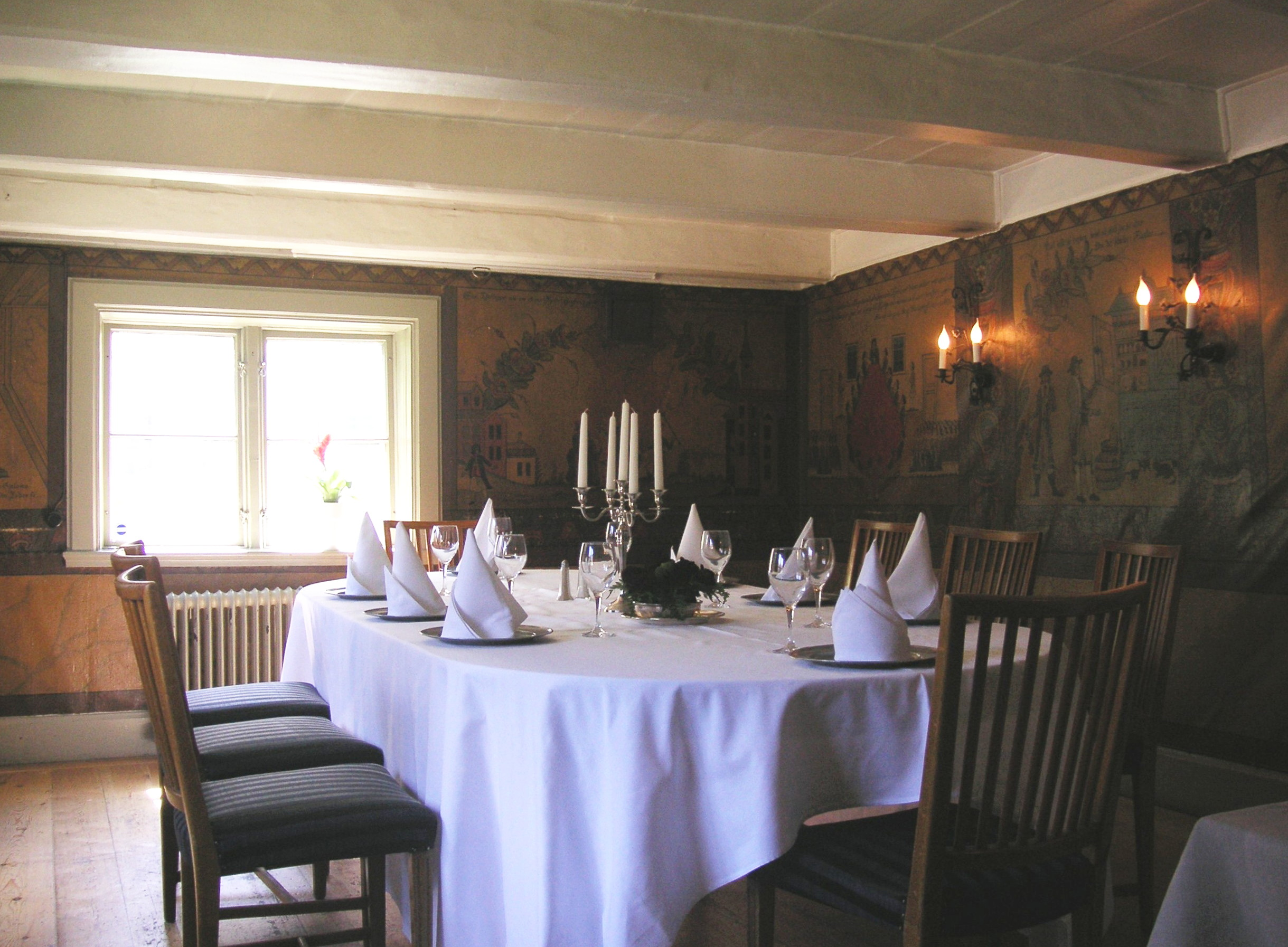
Bevarad 1700-talskaraktär.
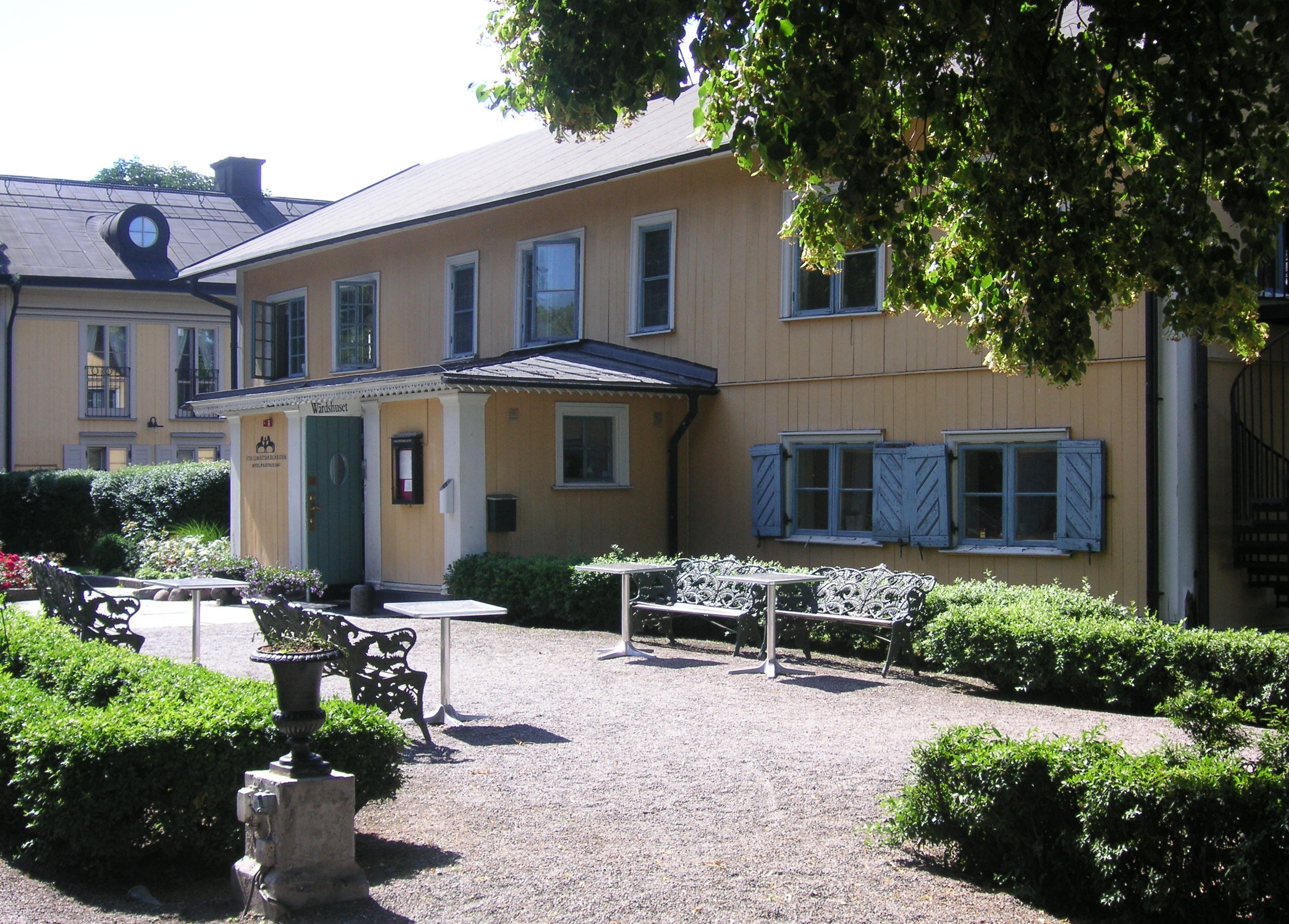
"Wärdshuset" 2007.